# Lotilia klausewitzi
Lotilia klausewitzi is een straalvinnige vissensoort uit de familie van grondels (Gobiidae). De wetenschappelijke naam van de soort is voor het eerst geldig gepubliceerd in 2012 door Shibukawa, Suzuki en Senou.

## Voorkomen
De soort komt wijdverbreid voor in het westen van de Grote Oceaan en werd tot voorkort aangezien als Lotilia graciliosa.